# Ischiolobos niveoscutum
Ischiolobos niveoscutum là một loài ruồi trong họ Asilidae. Ischiolobos niveoscutum được Hull miêu tả năm 1967.